# Pitărcești
Pitărcești falu Romániában, Erdélyben, Fehér megyében. Közigazgatásilag Alsóvidra községhez tartozik.

## Fekvése
Aranyosponor közelében fekvő település.

## Története
Pitărceşti az Erdélyi-középhegységben, Alsóvidrához tartozó apró, a hegyoldalakon elszórtan fekvő párházas falvak egyike, mely korábban Aranyosponor része volt, 1956 körül vált külön településsé 127 lakossal.
1966-ban 99, 1977-ben 67, 1992-ben 42, a 2002-es népszámláláskor pedig 36 lakosa volt.